# Хоакін Креспо
Хоакін Сінфоріано де Хесус Креспо Торрес (ісп. Joaquín Sinforiano de Jesús Crespo Torres ісп. вимова: [xoaˈkin siɱfoˈɾjano ðe xeˈsus ˈkɾespo ˈtores]; 22 серпня 1841 — 16 квітня 1898) — президент Венесуели протягом  27 квітня 1884 року – 27 квітня 1886 року (перший термін), 7 жовтня 1892 року –16 червня 1893 року (виконувач обов'язків), 16 червня 1893–28 лютого 1893 року (тимчасовий президент, другий термін) та 14 березня 1894–20 лютого 1898 роках.

## Біографія
Народився 22 серпня 1841 року в Сан-Франсиско-де-Кара, штат Арагуа. Венесуельський державний і політичний діяч, учасник Ліберальної партії, був заручений з Хакінтою Парехо. Його наступниками були: Антоніо Гусман Бланко та Ігнасіо Андраде. Загинув 16 квітня 1898 року в Ла-Мата-Кармеліта, штат Кохедес у віці 56 років.